# محمدحسین لطیفی
محمدحسین لطیفی (متولد ۲۵ اسفند ۱۳۴۱، تهران) کارگردان، نویسنده، مجری، بازیگر و تهیه‌کننده ایرانی است.
وی فعالیت خود را با نقاشی و مجسمه‌سازی و به دنبال آن نقاشی متحرک شروع کرد و وارد عرصه فیلمسازی شد. او در بدو راه اندازی سینمای تجربی و نیمه حرفه‌ای؛ توسط مهدی مسعودشاهی از اعضاء فعال آن مرکز بود. وی در فعالیت‌هایش چند مورد مشاور کارگردان نیز بوده است.

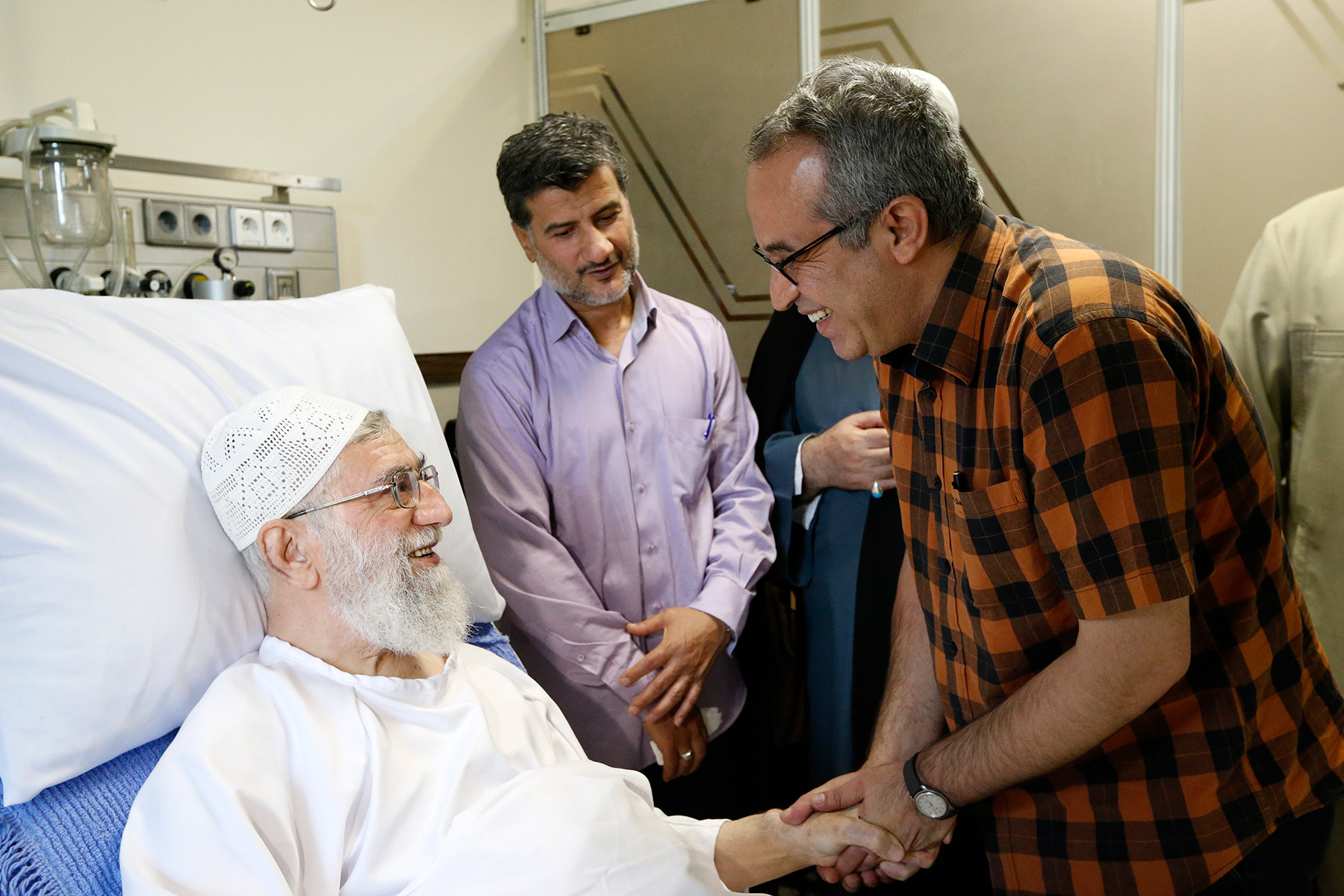
لطیفی در حال عیادت از سید علی خامنه‌ای، ۱۳۹۳

## فیلم‌شناسی

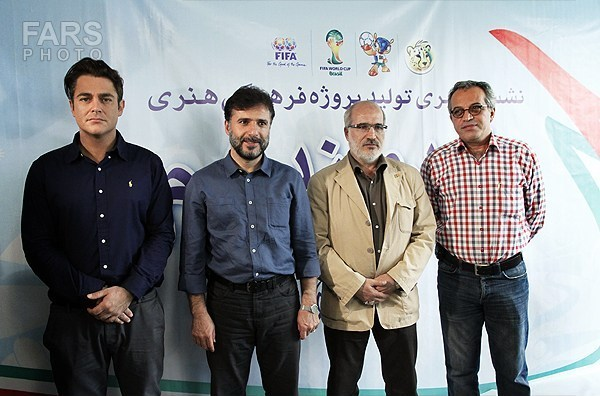
از راست به چپ: محمدحسین لطیفی، عزیزالله محمدی، سید جواد هاشمی و محمدرضا گلزار در در نشست خبری مجموعه سینمایی یار دوازدهم؛ فروردین ۱۳۹۳

### سینما
| فیلم            | سال تولید |
| --------------- | --------- |
| غریب            | ۱۴۰۱      |
| مرد نقره‌ای      | ۱۳۹۸      |
| به وقت خماری    | ۱۳۹۶      |
| اسب سفید پادشاه | ۱۳۹۳      |
| پاریس تا پاریس  | ۱۳۸۹      |
| توفیق اجباری    | ۱۳۸۶      |
| روز سوم         | ۱۳۸۵      |
| خوابگاه دختران  | ۱۳۸۳      |
| دختر ایرونی     | ۱۳۸۱      |
| عینک دودی       | ۱۳۷۸      |
| سرعت            | ۱۳۷۵      |

### مجموعه‌های تلویزیونی

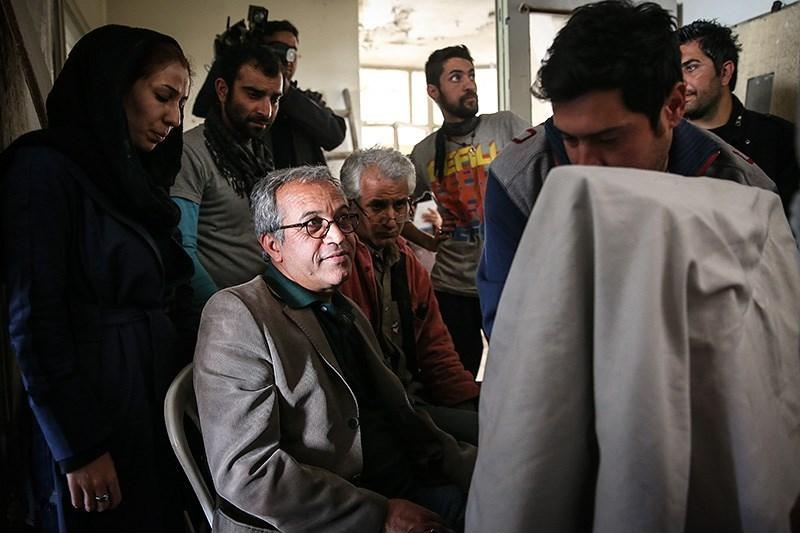
لطیفی در پشت صحنهٔ پادری

| سال  | نام سریال        | پخش                 |
| ---- | ---------------- | ------------------- |
| ۱۴۰۲ | سنجرخان          | شبکه یک، ۱۴۰۲       |
| ۱۳۹۷ | شبی با عبدی      | شبکه نسیم، ۱۳۹۷     |
| ۱۳۹۶ | سر دلبران        | شبکه یک، رمضان ۱۳۹۷ |
| ۱۳۹۵ | پادری            | شبکه یک، رمضان ۱۳۹۵ |
| ۱۳۹۴ | تنهایی لیلا      | شبکه سه، ۱۳۹۴       |
| ۱۳۹۲ | زمانی برای عاشقی | شبکه پنج، محرم ۱۳۹۲ |
| ۱۳۹۲ | دودکش            | شبکه یک، رمضان ۱۳۹۲ |
| ۱۳۸۸ | نردبام آسمان     | شبکه یک، ۱۳۸۸       |
| ۱۳۸۵ | صاحبدلان         | شبکه یک، رمضان ۱۳۸۵ |
| ۱۳۸۴ | وفا              | شبکه سه، نوروز ۱۳۸۵ |
| ۱۳۸۳ | فرار بزرگ        | شبکه یک، ۱۳۸۴       |
| ۱۳۸۱ | سفر سبز          | شبکه سه، ۱۳۸۱       |
| ۱۳۷۹ | همسایه‌ها         | شبکه سه، ۱۳۸۰       |
| ۱۳۷۷ | کت جادویی        | شبکه سه، ۱۳۷۸       |

### شبکه خانگی

#### کارگردان
- قلب یخی (فصل اول) (۱۳۸۹)
- قلب یخی (فصل دوم) (۱۳۹۰)
- ساخت ایران ۱ (۱۳۹۱)
- جزر و مد[۲] (۱۴۰۳)

#### بازیگر
- سریال دودکش (۱۳۹۲)
- سریال آقازاده (۱۳۹۹)
- سریال ترور (۱۴۰۲)

## تهیه‌کننده
- ناخواسته (۱۳۹۲)
- اسب سفید پادشاه (۱۳۹۳)
- چهارشنبه ۱۹ اردیبهشت (۱۳۹۳)
- به وقت خماری (۱۳۹۶)
- مرد نقره ای (۱۴۰۰)

## جشنواره
- برنده سیمرغ بلورین بهترین کارگردانی (روز سوم)، بیست و پنجمین دوره جشنواره فیلم فجر - سال ۱۳۸۵
- برنده سیمرغ بلورین بهترین فیلم (چهارشنبه ۱۹ اردیبهشت)، سی و سومین دوره جشنواره فیلم فجر - سال ۱۳۹۳
- برنده سیمرغ بلورین بهترین فیلم بخش مقاومت بخش بین‌الملل (غریب)٫ چهل و یکمین دوره جشنواره فیلم فجر- سال ۱۴۰۱
- برنده سیمرغ بلورین بهترین فیلم از نگاه ملی (غریب٫چهل و یکمین دوره جشنواره فیلم فجر- سال ۱۴۰۱